# Зубец (фортификация)

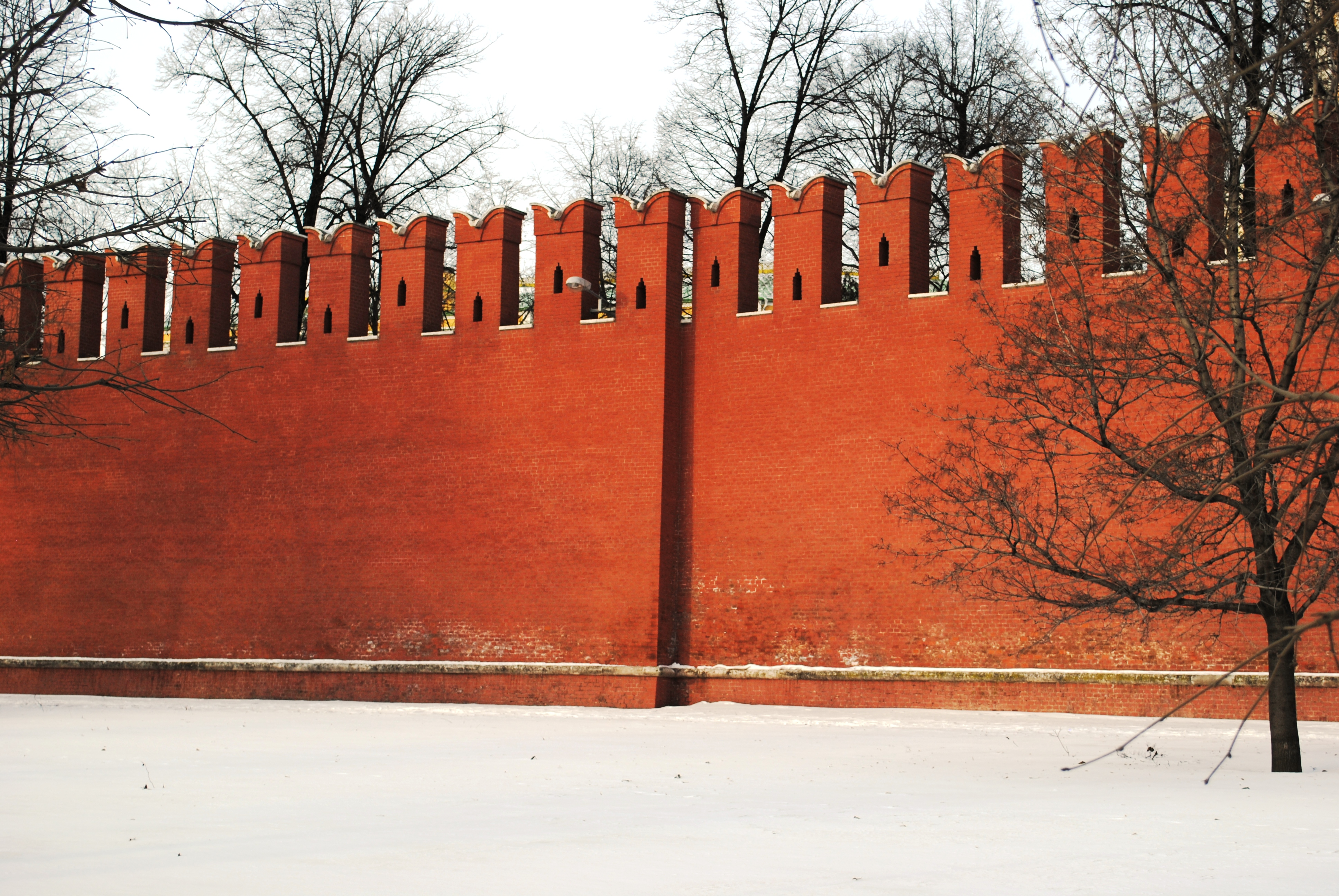
Зубцы на стене Московского Кремля

Зубе́ц, также галлиц. мерло́н (фр. merlon «простенок») — выступ, элемент, венчающий парапет крепостной стены или башни в древности, Средневековье и в Новое время. Зубцы служат для прикрытия от обстрела защитников крепости. Обычно однообразные зубцы располагаются цепочкой с открытыми промежутками между ними, равными ширине зубца или более узкими, являющимися бойницами. Сами зубцы тоже могут иметь бойницы меньшей величины, предназначенные для холодного и огнестрельного стрелкового оружия. Зубцы также служат для поддержания кровли над боевым ходом.

## История и разновидности
В западноевропейском Средневековье крепостные зубцы были двух видов: прямоугольные, типичные для фортификационных сооружений партии гвельфов, и раздвоенные, в виде «ласточкина хвоста», партии гибеллинов. Война между этими партиями (сторонников римских пап и германских императоров) сотрясала средневековые города Германии и Италии.
Зубчатые стены могли иметь и деревянные крепости. Например, их формировали брёвна частоколов фортов времён колонизации Северной Америки.
Каменные или кирпичные зубцы с XIII-го века могли иметь функцию поддержки деревянных ставней, закрывающих широкие бойницы между выстрелами или когда защитники стреляли вниз к основанию стены. Ставни также скрывали от внешнего наблюдения передвижения защитников. Крепились ставни или на осях, входивших в торцы зубцов (Нижегородский кремль), или закреплявшиеся железными кольцами на внешней поверхности зубцов (Коломенский кремль). Такая бойница на Руси называлась западным боем (так как ставня под собственным весом схлопывалась, западала).
В крепостном зодчестве Руси с конца XV века часто применялись двурогие зубцы в форме ласточкина хвоста (или просто «ласточкин хвост»). Эта декоративная форма первоначально характерна для провинции Больцано в Северной Италии. Откуда эта особенность и была перенесена на Русь приглашёнными итальянскими фортификаторами. Иногда данная форма лишь обозначалось на плоскости прямоугольного зубца кирпичной кладкой. К такому приёму прибегали, если стена или башня имели деревянную кровлю, как, например, в Нижегородском кремле. Впоследствии промежутки между зубцами могли закладываться, а слившиеся ласточкины хвосты образовывали сверху парапета ряд полукружий. При этом вместо больших бойниц-проёмов имеются только в меньшем количестве малые бойницы (одна из стен Тульского кремля). В Зарайском кремле двойной ширины зубцы с лишь обозначенными ласточкиными хвостами были, видимо, сдвоены изначально. При этом образовался узор из двух четвертей и одной половины круга. А позже они везде, кроме одной стены, были слиты с оставлением более мелких и редких бойниц.
Иногда слитно, но с бойницами между ними возводились и обычные прямоугольные зубцы (Кирилло-Белозерский монастырь). Подобным образом устроен и парапет многих стен и башен в Псковском кремле, где промежутки между бойницами на разных участках отличаются и часто очень широки.
Широкие сливающиеся между собой мерлоны европейского стиля могут иметь сразу несколько бойниц, отличающихся величиной, формой и расположенных на разных уровнях, которые предназначены для разного вида холодного и огнестрельного оружия. Причём на некоторых башнях сами мерлоны были высотой в два яруса. Такими была оборудована московская Китайгородская стена.
Позднее, в период господства бастионной фортификации, традиционные зубцы тоже иногда применялись, но чаще линию приземистых зубцов образовывали промежутки между широко расширяющимися вперёд открытыми орудийными амбразурами. С дальнейшим развитием артиллерии и фортификационной науки, их применение прекратилось. Сохранялись зубцы лишь в качестве декоративных элементов гражданской архитектуры или даже для украшательства старинных укреплений, изначально не имевших этого элемента (Китайгородская стена).

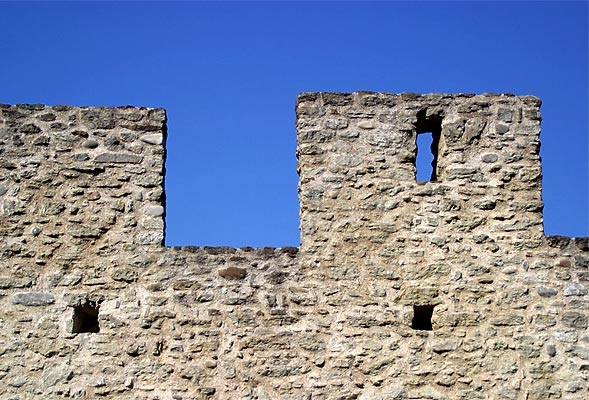
Прямоугольные зубцы
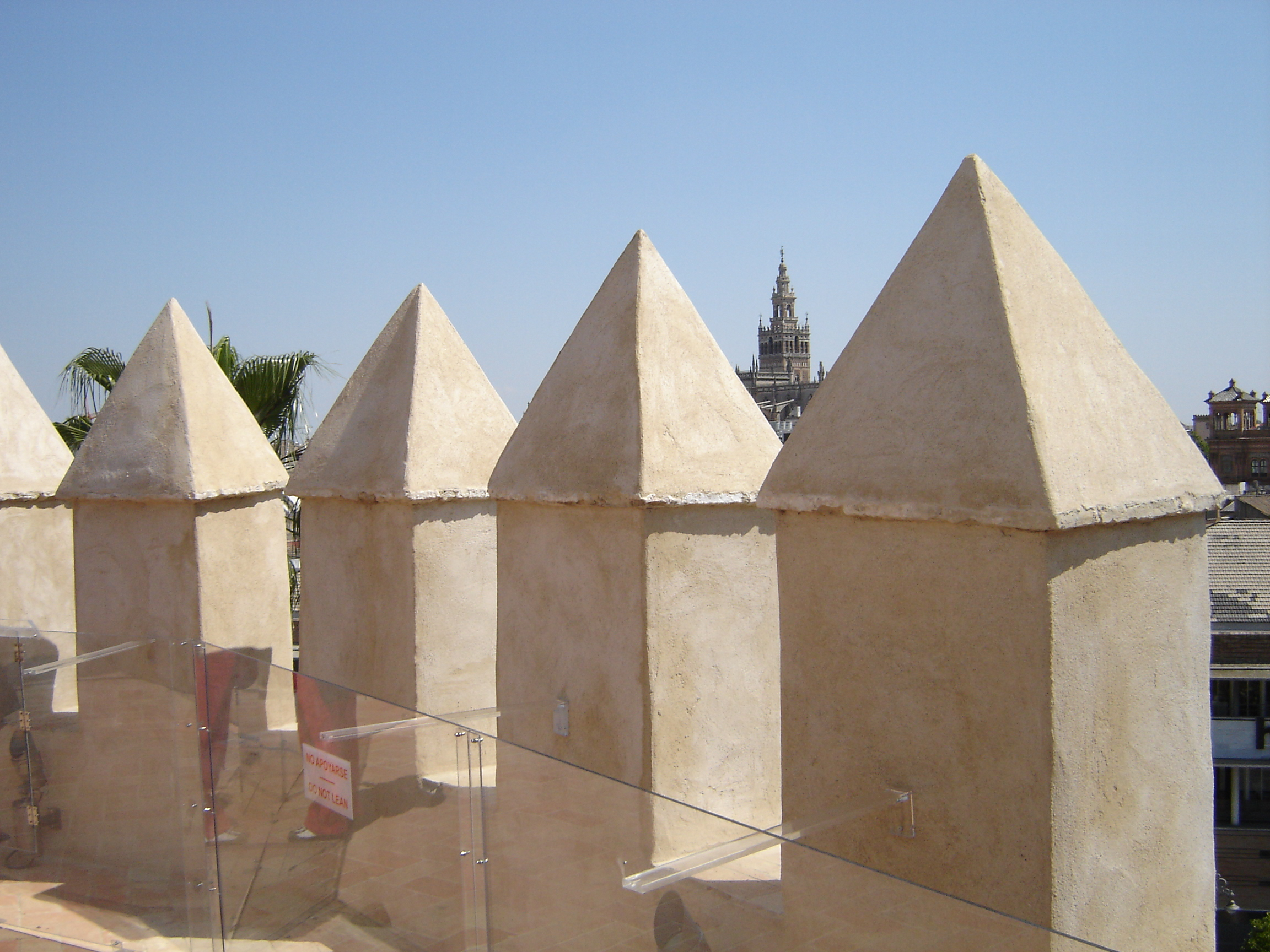
Остроконечные зубцы
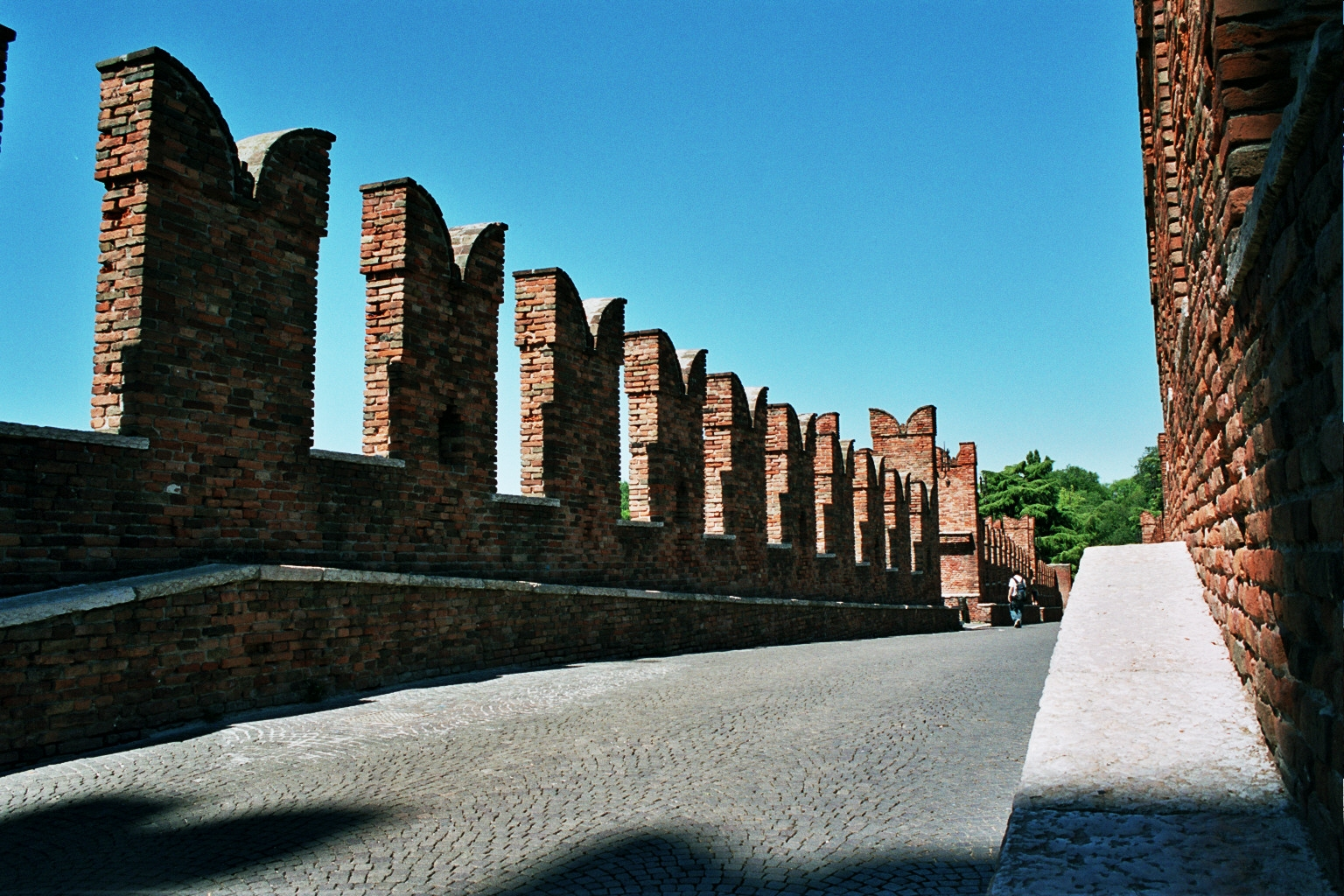
Зубцы «ласточкин хвост»
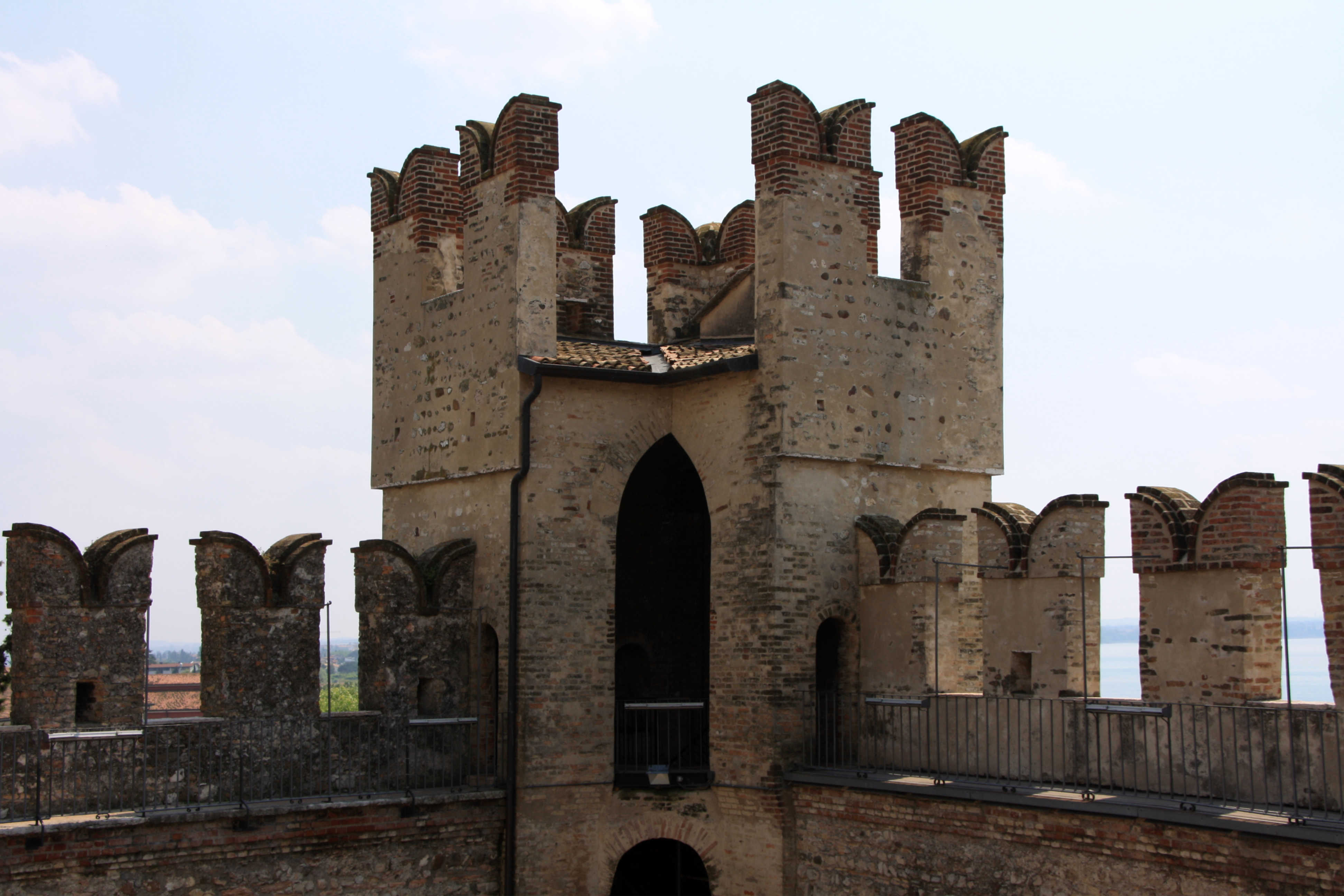
Зубцы типа «ласточкин хвост». Замок Скалигеров в Сирмионе[итал.].
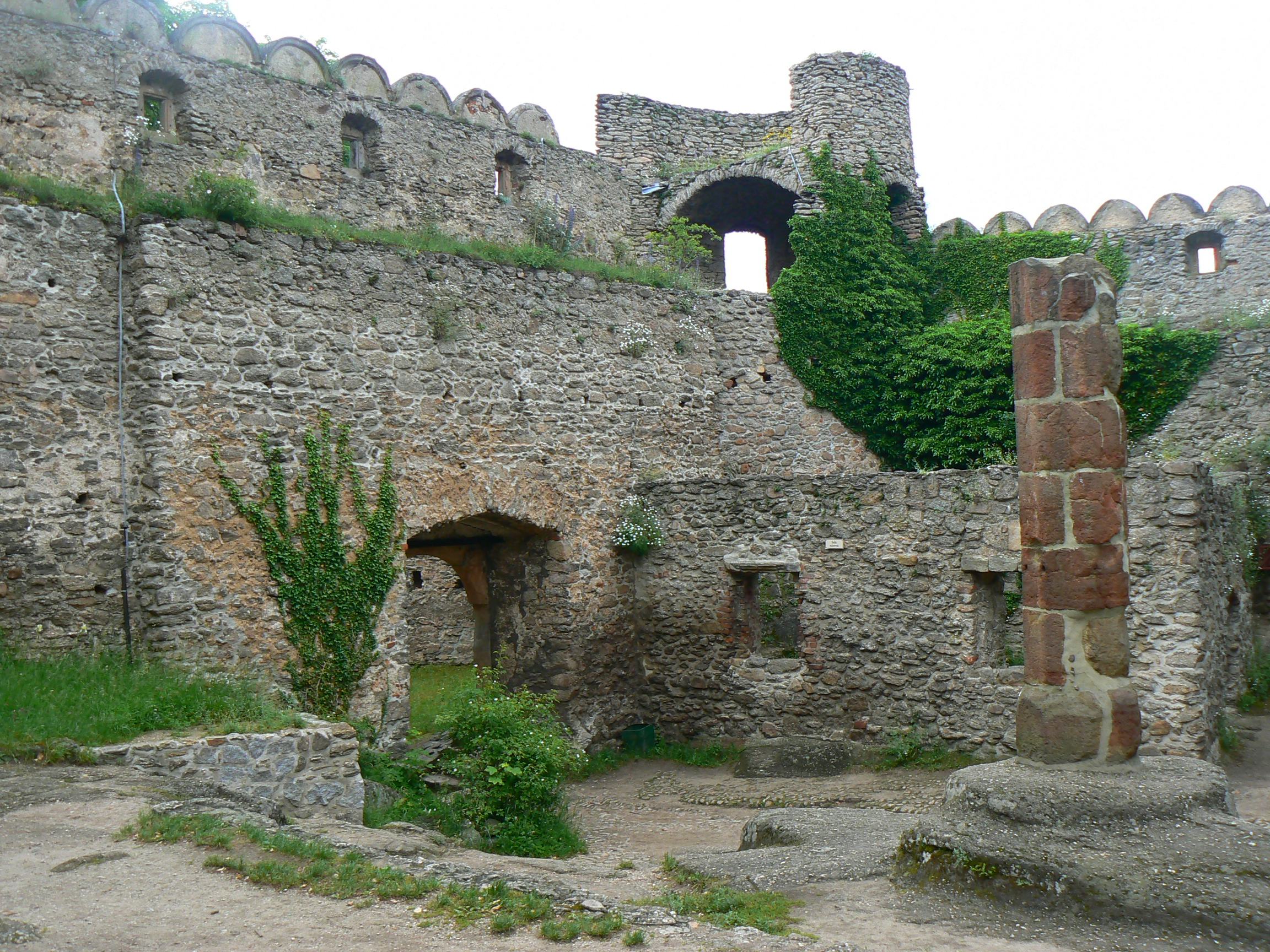
Округлые чисто декоративные зубцы
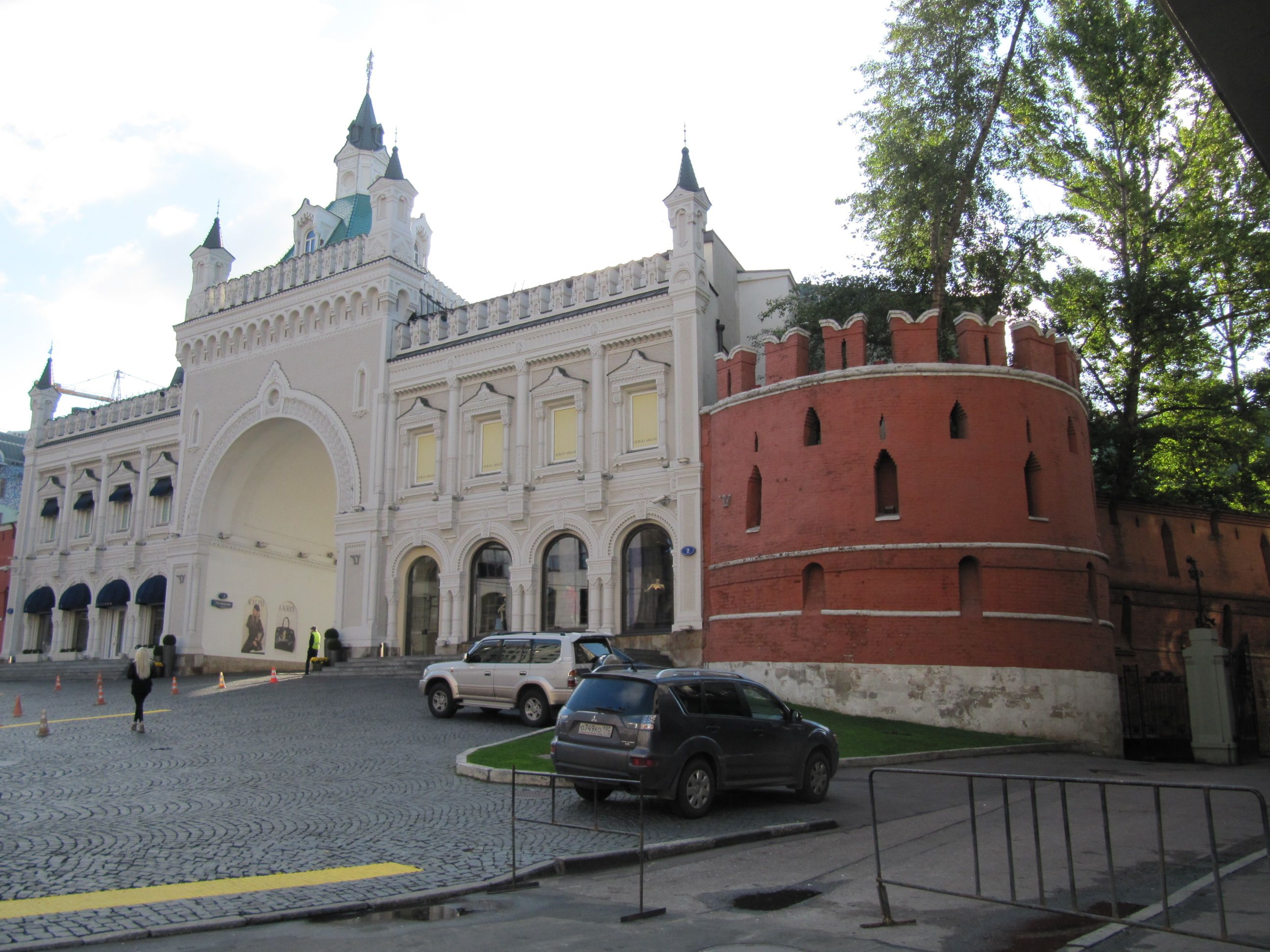
Декоративные зубцы на Третьяковских воротах и на мерлонах Птичьей полубашни Китай-города